# Вальдемар Кох (політик)
Вальдемар Кох (нім. Woldemar Koch; 25 вересня 1880 — 15 травня 1963) - німецький ліберальний політик та економіст..

## Походження та навчання
Він народився в Бад-Гарцбурзі, герцогства Брауншвейг.
В.Кох вивчав економіку, філософію та історію в Берліні, де отримав докторський ступінь в 1907 році за дисертацію на тему «Консолідація в німецькій електричній промисловості» («Konzentration in der dt. Elektroindustrie»). З 1907 по 1910 роки він здійснив великий дослідницький тур, в який увійшли Росія, Китай і США.

## Трудова діяльність
В.Кох також працював з 1905 до 1907 року для АЕГ, повернувшись в компанію, щоб очолити Лондонський компанію AEG з 1910 до 1914 рр.
Під час Першої Світової війни він служив у німецькій армії. У 1918 році вступив  до Німецької демократичної партію (Deutsche Demokratische Parte). Між війнами він працював економістом, професором Технічного університету Берліна.

## Політична кар'єра
Після Другої Світової війни В.Кох став співзасновником Ліберально-демократичної партії Німеччини (LDPD) в радянській зоні окупації (SBZ). У 1945 році він недовгий час був головою LDPD, але через кілька місяців він був вимушений піти у відставку. В.Кох виступав проти проведення земельної реформи радянською владою та Соціалістичною єдиною партією (СЄПН).
До 1948 року В.Кох був членом виконавчого комітету Ліберально-демократичної партії Німеччини (LDPD).
У 1949 році В.Кох переїхав у Західної Німеччину (Західний Берлін) і знову працював як економіст, професор.
З 1948 по 1956 роки В.Кох був членом ліберальної Вільної демократичної партії (ВДП).